# Olympische Sommerspiele 1992/Teilnehmer (Finnland)
| Gelbes Symbol für Goldmedaillen mit stilisierten Olympischen Ringen | Graues Symbol für Silbermedaillen mit stilisierten Olympischen Ringen | Braundes Symbol für Bronzemedaillen mit stilisierten Olympischen Ringen |
| ------------------------------------------------------------------- | --------------------------------------------------------------------- | ----------------------------------------------------------------------- |
| 1                                                                   | 2                                                                     | 2                                                                       |

Finnland nahm an den Olympischen Sommerspielen 1992 in Barcelona mit einer Delegation von 88 Athleten (28 Frauen und 60 Männer) an 85 Wettbewerben in sechzehn Sportarten teil.

## Medaillengewinner

### Gold
| Name              | Sportart | Wettkampf                      |
| ----------------- | -------- | ------------------------------ |
| Mikko Kolehmainen | Kanu     | Männer, Einer-Kajak, 500 Meter |

### Silber
| Name                                         | Sportart       | Wettkampf          |
| -------------------------------------------- | -------------- | ------------------ |
| Ismo Falck, Jari Lipponen & Tomi Poikolainen | Bogenschießen  | Männer, Mannschaft |
| Seppo Räty                                   | Leichtathletik | Männer, Speerwurf  |

### Bronze
| Name         | Sportart  | Wettkampf                  |
| ------------ | --------- | -------------------------- |
| Jyri Kjäll   | Boxen     | Männer, Halbweltergewicht  |
| Antti Kasvio | Schwimmen | Männer, 200 Meter Freistil |

## Teilnehmer nach Sportarten

### Badminton
- Pontus Jäntti
Männer, Einzel: 2. Runde

- Robert Liljequist
Männer, Einzel: 2. Runde

### Bogenschießen
- Ismo Falck
Männer, Einzel: 57. Platz
Männer, Mannschaft: Silber

- Jari Lipponen
Männer, Einzel: 8. Platz
Männer, Mannschaft: Silber

- Tomi Poikolainen
Männer, Einzel: 24. Platz
Männer, Mannschaft: Silber

### Boxen
- Jyri Kjäll
Männer, Halbweltergewicht: Bronze

### Gewichtheben
- Jouni Grönman
Männer, Leichtgewicht: 5. Platz

- Janne Kanerva
Männer, Mittelschwergewicht: 17. Platz

- Arto Savonen
Männer, II. Schwergewicht: 13. Platz

- Keijo Tahvanainen
Männer, Mittelschwergewicht: 15. Platz

### Judo
- Anne Åkerblom
Frauen, Schwergewicht: 20. Platz

- Marko Haanpää
Männer, Halbmittelgewicht: 34. Platz

- Jorma Korhonen
Männer, Leichtgewicht: 9. Platz

- Marko Korhonen
Männer, Halbleichtgewicht: 36. Platz

- Annikka Mutanen
Frauen, Superleichtgewicht: 16. Platz

- Juha Salonen
Männer, Schwergewicht: 21. Platz

- Heli Syrjä
Frauen, Halbschwergewicht: 20. Platz

### Kanu
- Mikko Kolehmainen
Männer, Kajak-Einer, 500 Meter: Gold 
Männer, Kajak-Zweier, 500 Meter: Halbfinale

- Olli Kolehmainen
Männer, Kajak-Zweier, 500 Meter: Halbfinale

### Leichtathletik
- Päivi Alafrantti
Frauen, Speerwurf: kein gültiger Wurf in der Qualifikation

- Helle Aro
Frauen, Siebenkampf: 18. Platz

- Arto Bryggare
Männer, 110 Meter Hürden: Vorläufe

- Sari Essayah
Frauen, 10 Kilometer Gehen: 4. Platz

- Antti Haapakoski
Männer, 110 Meter Hürden: Viertelfinale

- Sisko Hanhijoki
Frauen, 100 Meter: Halbfinale
Frauen, 200 Meter: Halbfinale
Frauen, 4 × 100 Meter: Vorläufe

- Sanna Hernesniemi-Kyllönen
Frauen, 4 × 100 Meter: Vorläufe

- Harri Hänninen
Männer, Marathon: 11. Platz

- Ville Hautala
Männer, 3000 Meter Hindernis: Halbfinale

- Petri Keskitalo
Männer, Zehnkampf: DNF

- Kimmo Kinnunen
Männer, Speerwurf: 4. Platz

- Valentin Kononen
Männer, 50 Kilometer Gehen: 7. Platz

- Juha Laukkanen
Männer, Speerwurf: 6. Platz

- Jani Lehtonen
Männer, Stabhochsprung: 14. Platz in der Qualifikation

- Ritva Lemettinen
Frauen, Marathon: 14. Platz

- Minna Painilainen-Soon
Frauen, 4 × 100 Meter: Vorläufe

- Antero Paljakka
Männer, Kugelstoßen: 20. Platz in der Qualifikation

- Asko Peltoniemi
Männer, Stabhochsprung: 6. Platz

- Heli Rantanen
Frauen, Speerwurf: 6. Platz

- Seppo Räty
Männer, Speerwurf: Silber

- Tina Rättyä
Frauen, Siebenkampf: 20. Platz

- Ringa Ropo-Junnila
Frauen, Weitsprung: 13. Platz in der Qualifikation

- Satu Ruotsalainen
Frauen, Siebenkampf: DNF

- Marja Tennivaara
Frauen, 4 × 100 Meter: Vorläufe

- Päivi Tikkanen
Frauen, 3000 Meter: Vorläufe
Frauen, 10.000 Meter: Vorläufe (DNF)

- Risto Ulmala
Männer, 5000 Meter: Vorläufe
Männer, 10.000 Meter: Vorläufe (DNF)

### Radsport
- Mika Hämäläinen
Männer, 1000 Meter Zeitfahren: 15. Platz

- Tea Vikstedt-Nyman
Frauen, Straßenrennen: 25. Platz
Frauen, 3000 Meter Einerverfolgung: 7. Platz

### Reiten
- Kyra Kyrklund
Dressur, Einzel: 5. Platz

### Rhythmische Sportgymnastik
- Hanna Laiho
Frauen, Einzel: 25. Platz in der Qualifikation

### Ringen
- Juha Ahokas
Männer, Superschwergewicht, griechisch-römisch: 7. Platz

- Ismo Kamesaki
Männer, Fliegengewicht, griechisch-römisch: 7. Platz

- Tuomo Karila
Männer, Weltergewicht, griechisch-römisch: 3. Runde

- Harri Koskela
Männer, Halbschwergewicht, griechisch-römisch: 2. Runde

- Timo Niemi
Männer, Mittelgewicht, griechisch-römisch: 5. Platz

- Keijo Pehkonen
Männer, Bantamgewicht, griechisch-römisch: 7. Platz

- Pekka Rauhala
Männer, Mittelgewicht, Freistil: 3. Runde

### Rudern
- Pertti Karppinen
Männer, Einer: 10. Platz

- Esko Hillebrandt & Reima Karppinen
Männer, Doppelzweier: 13. Platz

### Schießen
- Petri Eteläniemi
Männer, Schnellfeuerpistole: 10. Platz

- Juha Hirvi
Männer, Luftgewehr: 27. Platz
Männer, Kleinkaliber, Dreistellungskampf: 4. Platz
Männer, Kleinkaliber, liegend: 6. Platz

- Jorma Korhonen
Skeet: 16. Platz

- Timo Näveri
Männer, Luftpistole: 39. Platz
Männer, Freie Pistole: 31. Platz

- Matti Nummela
Trap: 44. Platz

- Sakari Paasonen
Männer, Luftpistole: 5. Platz
Männer, Freie Pistole: 11. Platz

- Jari Pälve
Männer, Luftgewehr: 25. Platz
Männer, Kleinkaliber, Dreistellungskampf: 11. Platz
Männer, Kleinkaliber, liegend: 26. Platz

- Pirjo Peltola
Frauen, Luftgewehr: 42. Platz
Frauen, Kleinkaliber, Dreistellungskampf: 27. Platz

### Schwimmen
- Janne Blomqvist
Männer, 50 Meter Freistil: 30. Platz
Männer, 100 Meter Freistil: 38. Platz
Männer, 4 × 100 Meter Freistil: 14. Platz

- Vesa Hanski
Männer, 200 Emter Freistil: 28. Platz
Männer, 4 × 100 Meter Freistil: 14. Platz
Männer, 4 × 200 Meter Freistil: 12. Platz
Männer, 100 Meter Schmetterling: 31. Platz
Männer, 200 Meter Schmetterling: 31. Platz
Männer, 4 × 100 Meter Lagen: 20. Platz

- Kai Johansson
Männer, 200 Meter Schmetterling: 36. Platz

- Antti Kasvio
Männer, 200 Meter Freistil: Bronze 
Männer, 400 Meter Freistil: 9. Platz
Männer, 4 × 200 Meter Freistil: 12. Platz
Männer, 4 × 100 Meter Lagen: 20. Platz

- Anne Lackman
Frauen, 100 Meter Rücken: 39. Platz
Frauen, 4 × 100 Meter Lagen: 15. Platz

- Petteri Lehtinen
Männer, 4 × 200 Meter Freistil: 12. Platz
Männer, 200 Meter Brust: 27. Platz
Männer, 200 Meter Lagen: 21. Platz
Männer, 400 Meter Lagen: 12. Platz

- Marja Pärssinen-Päivinen
Frauen, 50 Meter Freistil: 38. Platz
Frauen, 100 Meter Freistil: 38. Platz
Frauen, 100 Meter Schmetterling: 32. Platz
Frauen, 4 × 100 Meter Lagen: 15. Platz

- Minna Salmela
Frauen, 50 Meter Freistil: 31. Platz
Frauen, 100 Meter Freistil: 24. Platz
Frauen, 4 × 100 Meter Lagen: 15. Platz

- Jani Sievinen
Männer, 4 × 100 Meter Freistil: 14. Platz
Männer, 4 × 200 Meter Freistil: 12. Platz
Männer, 100 Meter Schmetterling: 13. Platz
Männer, 200 Meter Lagen: 4. Platz
Männer, 4 × 100 Meter Lagen: 20. Platz

- Petri Suominen
Männer, 100 Meter Brust: 24. Platz
Männer, 200 Meter Brust: 22. Platz
Männer, 4 × 100 Meter Lagen: 20. Platz

- Riikka Ukkola
Frauen, 100 Meter Brust: 35. Platz
Frauen, 4 × 100 Meter Lagen: 15. Platz

- Janne Vermasheinä
Männer, 4 × 100 Meter Freistil: 14. Platz

### Segeln
- Jali Mäkilä
Männer, Finn-Dinghy: 17. Platz

- Chita Smedberg
Frauen, Europe: 10. Platz

- Mika Aarnikka & Petri Leskinen
Männer, 470er: 4. Platz

- Katri Läike & Anna Slunga-Tallberg
Frauen, 470er: 10. Platz

- Kalevi Kostiainen & Markku Kuismin
Tornado: 19. Platz

### Synchronschwimmen
- Liisa Laurila
Frauen, Einzel: 19. Platz